# Задонськ
Задо́нськ (рос. Задонск) — місто (з 1779 року) районного підпорядкування у Липецькій області Російської Федерації, адміністративний центр Задонського району. Розташоване у межах Північноруської височини, на лівому березі річки Дон, при впадінні в нього річки Тешевка, на автомагістралі Москва — Вороніж — Ростов-на-Дону. Відстань до найближчої залізничної станції Улусарка (на лінії Єлець — Касторне) — 25 км.

## Історія
На початку XVII сторіччя на місці сучасного Задонська виникла селянська слобідка Тешевка, вперше згадана в історичних документах у 1615 році. Слобідка належала монастирю в ім'я Стрітення Володимирської ікони Божої Матері, побудованому близько 1610 року ченцями Кирилом і Герасимом, вихідцями з московського Стрітенського монастиря.
У 1765 році монастирська слобода Тешевка вилучена з церковних землеволодінь на користь держскарбниці й була переведена у розряд економічних — тобто, підвідомчих державі.
Указом імператриці Катерини II «Про складання Воронезького намісництва з 15 повітів» від 25 вересня 1779 року слобода Тешевка була оголошена повітовим містом Задонськом.
У 1856 році в повітовому місті Задонську Воронезької губернії налічувалося 6 церков, 664 будинки, 102 лавки. Крім того, до Жовтневого перевороту 1917 року в місті діяли 2 млини, кілька цегельно-черепичних виробництв, салотопний і воскобійний заводики, філія Єлецької тютюнової фабрики. В Задонську щорічно проходили 4 ярмарки. Населення міста сягало близько 9000 чоловік. Тут було декілька навчальних закладів для здобуття середньої освіти: школа ремісничих учнів, вище початкове училище, повітове духовне училище й жіноча гімназія.
Громадянська війна в Росії й німецько-радянська війна майже не зачепили місто. Прифронтове місто двічі піддавалось бомбардуванням ворожої авіації.
У 1954 році Задонськ і Задонський район були включені до складу новоствореної Липецької області.
Нині місто відроджує колишню популярність як релігійний центр, залучаючи паломників і туристів з сусідніх областей та більш віддалених регіонів Росії.

## Архітектурні пам'ятки
Головною архітектурною пам'яткою Задонська є ансамбль нині діючого Задонського Богородицького монастиря.
У 1800 році була добудована та освячена соборна церква в ім'я Успіння Божої Матері. Цей храм зберігся до наших днів і є пам'яткою архітектури федерального значення.
На початку XIX сторіччя на вулиці Монастирській був збудований дворянський особняк, більш відомий як «будинок Ульріха» (нині в ньому розміщується Задонський краєзнавчий музей).

## Відомі люди
У 1769 році Богородицьку обитель обрав для перебування на спокої єпископ Воронезький Тихін (Тимофій Савелійович Соколовський), що пішов у відставку через хворобу. Саме в стінах Тешевського, а згодом — Задонського монастиря народилися головні духовні твори. 13 серпня 1783 року єпископ Тихін помер і був похований під вівтарем Володимирського собору Богородицького монастиря. 13 серпня 1861 року відбулося офіційне зарахування Тихона до лику святих.
У Задонську похований генерал М. М. Муравйов-Карський — брат декабриста О. М. Муравйова.